# 貝卡 (衣索比亞)
貝卡（Beica 、 Begi 、 Germus 或 Bega）是埃塞俄比亞西南部奧羅米亞州的小鎮，座標9°20′N 34°29′E / 9.333°N 34.483°E，海拔1,673米。貝卡在1930年代開始有電話服務，1953年成立的小學在1975年成為初中學校。根據埃塞俄比亞中央統計局2005年人口普查的資料，貝卡人口約6,106，其中男性3,033人，女性3,073人。